# Ponpori
 (novembre 2016).
Si vous disposez d'ouvrages ou d'articles de référence ou si vous connaissez des sites web de qualité traitant du thème abordé ici, merci de compléter l'article en donnant les références utiles à sa vérifiabilité et en les liant à la section « Notes et références ».
Le Ponpori est une chaîne de collines au sol grisâtre, située au sud-ouest de Shigatsé, dans le Sud du Tibet occidental.
La chaîne est traversée par la rivière Drum.
Les Ponpori sont surtout connues pour être l'emplacement du monastère central de Sakya, relevant de l'une des quatre grandes traditions du bouddhisme tibétain mahāyāna.